# Урочище Аргуново

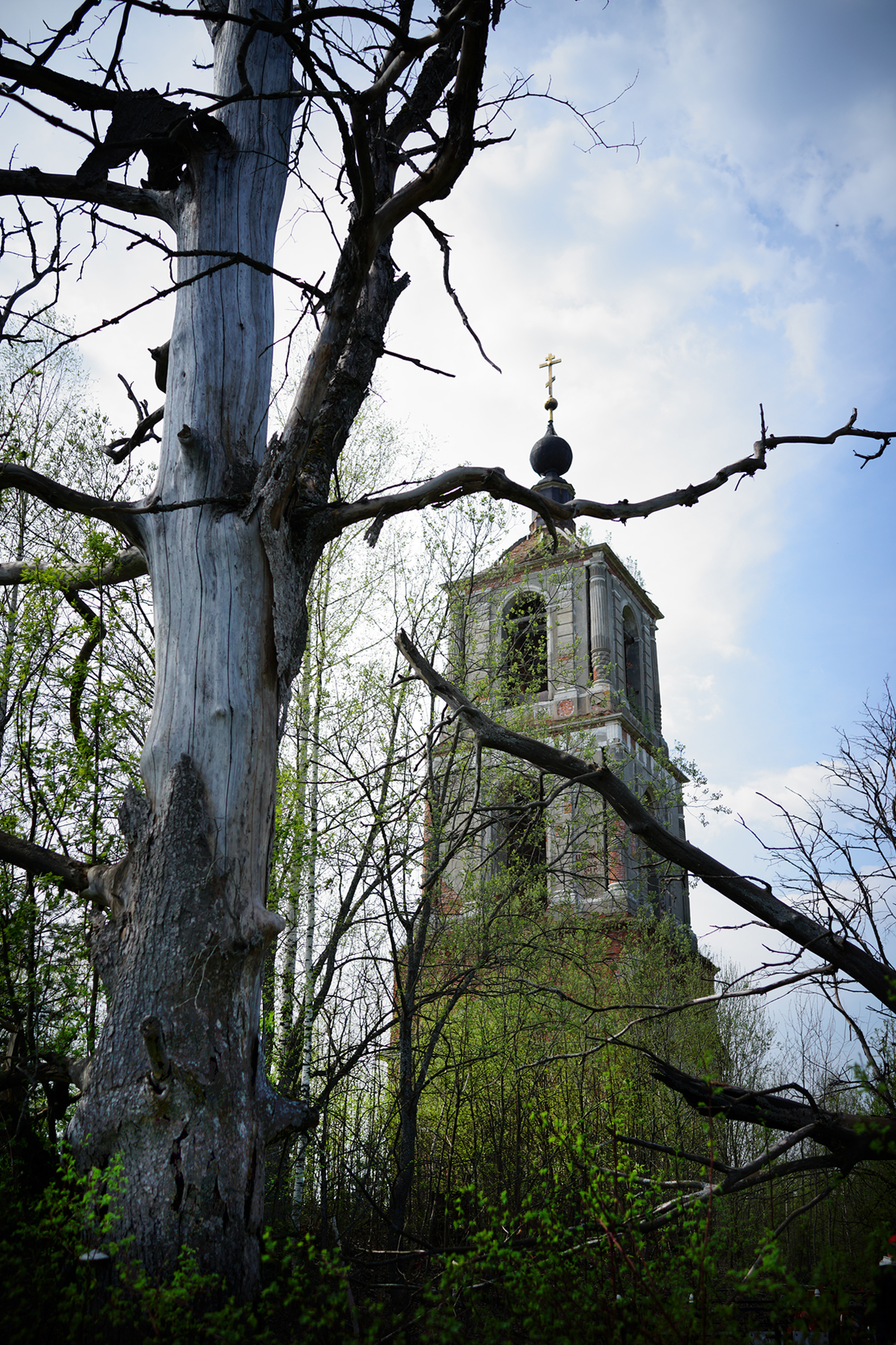
Внешний вид колокольни

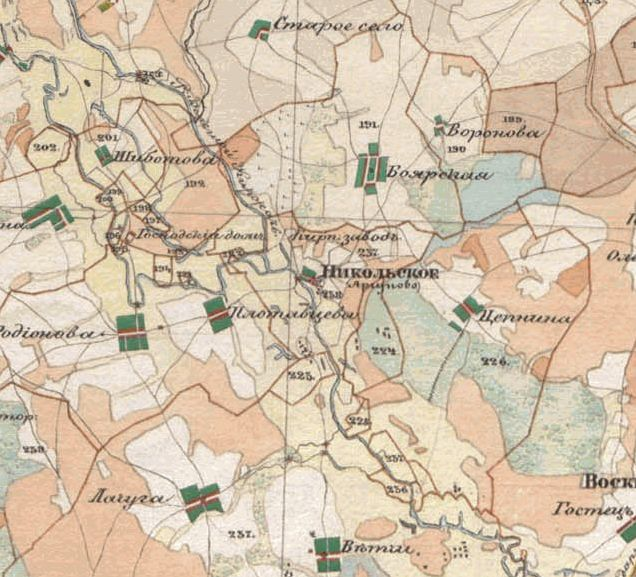
Фрагмент атласа Владимирской губернии А. И. Менде, 1850 г. Село Никольское (Аргуново)

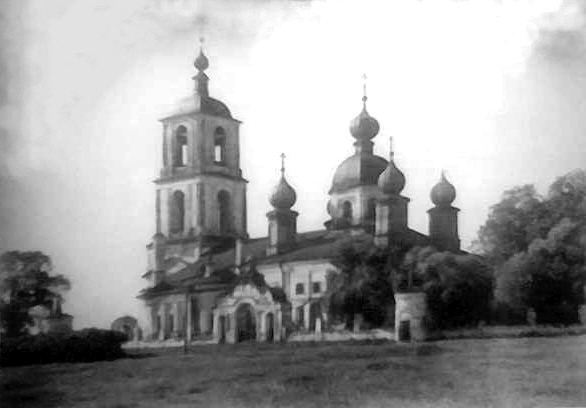
Аргуновско Никольский храм. Фотография XIX века

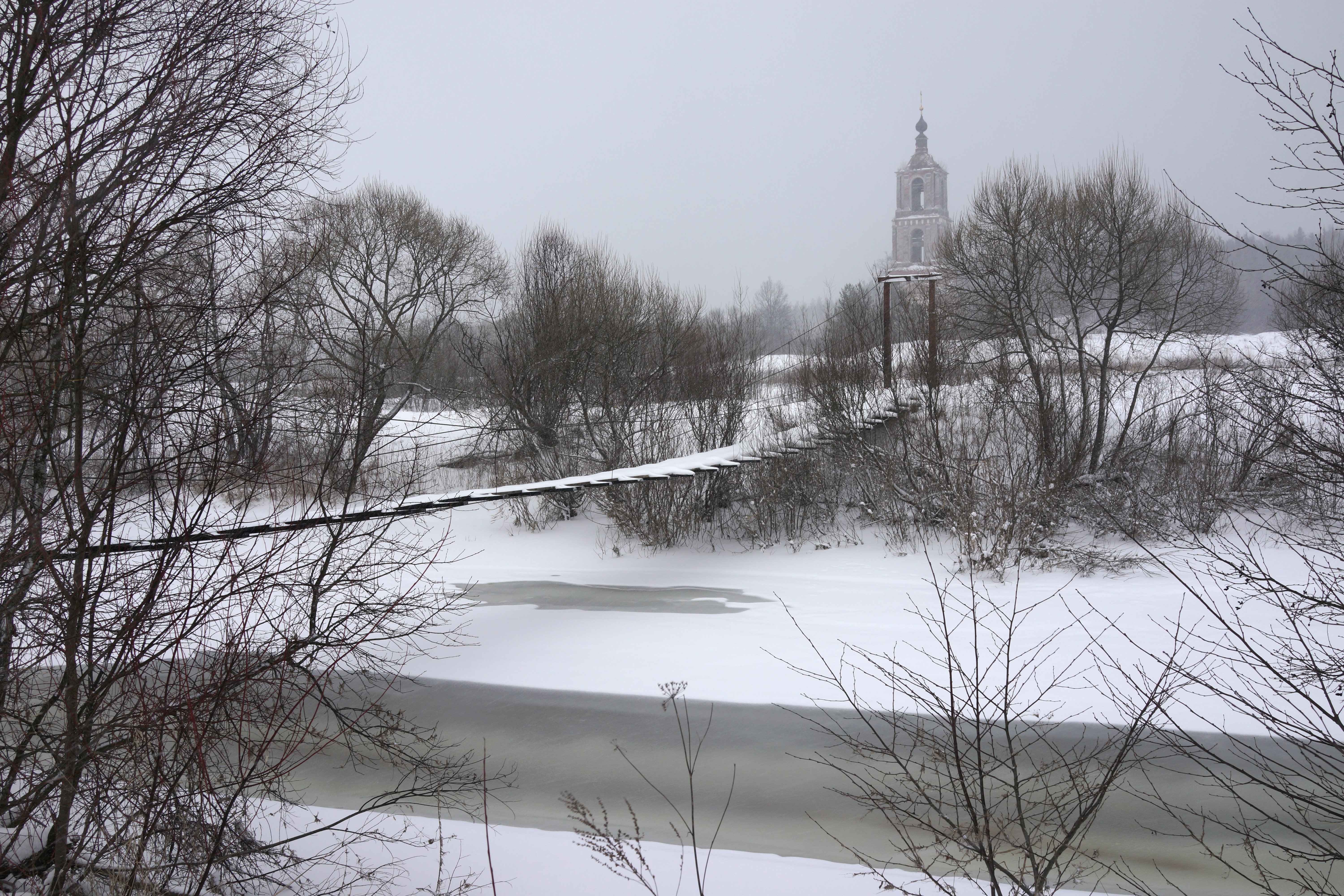
Вид на урочище с противоположного берега реки Киржач

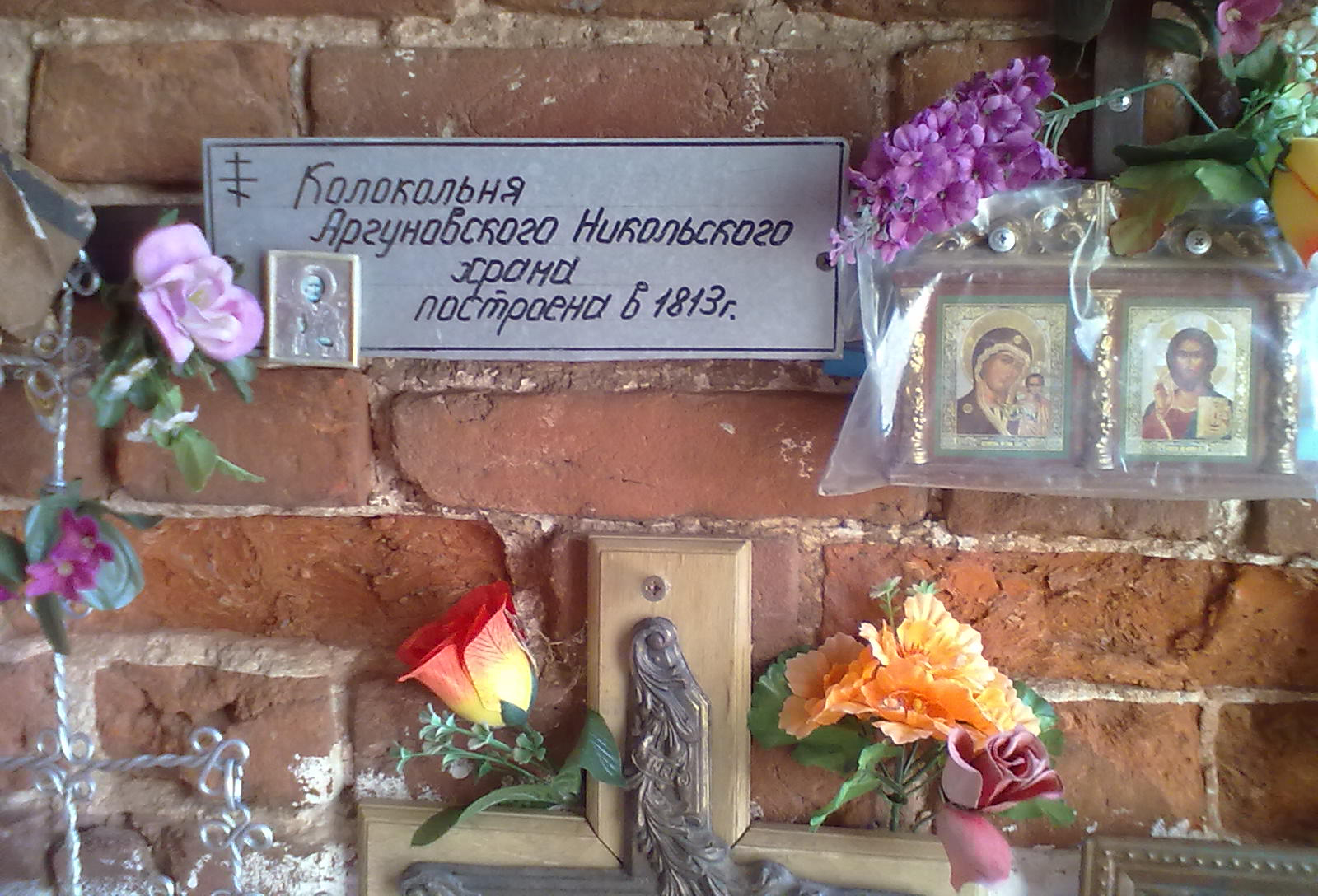
Внутренняя часть колокольни

Уро́чище Аргуно́во — местность на левом берегу реки Киржач между деревнями Плотавцево, Цепнино и Барсково в Петушинском районе Владимирской области. В прошлом на этом месте располагались сёла Аргуново и Никольское, в просторечии Николо-Аргуново (на карте Александра Менде 1850 года село называется «Никольское (Аргуново)». В настоящее время сохранились только колокольня аргуновского Никольского храма и кладбище.

## История
Село Аргуново служило центром древней Аргуновской волости Покровского уезда Владимирской губернии. Основным занятием жителей Аргуновской волости было не земледелие, а плотницкая работа. Каждый год тысячи крестьян, как государственных, так и помещичьих оставляли родные дома и отправлялись на заработки. Аргуновские плотники были известны не только в своей губернии, но и в Москве, Ярославле, Костроме и Санкт-Петербурге. Село Аргуново дало имя явлению: всех плотников из Владимирской губернии в Москве называли аргунами. Согласно словарю Владимира Даля, слово «аргун» объясняется как владимирский плотник.
В середине XII — начале XIII веков территория принадлежала Ростово-Суздальскому княжеству. Существовало ли село в это время, неизвестно.
По жалованной грамоте от 1 марта 1436 года великого московского князя Василия II Тёмного Богородицкому монастырю на Воиновой горе (располагался чуть ниже по течению Клязьмы от Орехово-Зуева) все права управления были переданы от Аргуновского волостеля к игумену монастыря:
А волостели мои Аргуновские и их тиуны в ту деревню к тутошним людям к старожильцем и к пришлым к окупленым не высылают ни по что, ни судят их ни в чем оприч душегубства. А ведает их и судит игумен Зиновей з братьею или кому прикажет.
Во второй четверти XV века Аргуново было упомянуто в грамоте великого князя Василия Васильевича, в которой он обратился ко «дворскому и всем волостным людем»: «…и вы на … людей монастырских разметов не мечите …».
Отмена крепостного права в 1861 году ещё больше повысила благосостояние аргунов; теперь плотникам не надо было отдавать значительную часть своего заработка в качестве оброка помещику. С ближайшими сёлами Аргуново связывали мощённые камнем дороги, через Киржач был перекинут деревянный мост, в волостном центре появились церковно-приходская, а затем и земская школы, медицинский пункт, народная библиотека и чайная. В 1903 году жители волости поставили около храма памятник царю-освободителю императору Александру II. Автором скульптуры был скульптор Александр Опекушин, а постамент проектировал архитектор Павел Зарушин.
В 1857 году в Аргуново проводились однодневные ярмарки: 9 мая, 29 июня, 20 июля и 6 декабря. В 1894 году: 9 мая, 10-я пятница по Пасхе, 29 июня, 6 декабря. Основные группы товаров: мануфактура, бакалея, кожевенные изделия, жестяные и железные изделия, глиняная посуда. Приблизительная стоимость привозимого товара около 8300 рублей, приблизительная прибыль 2900 рублей.
Согласно энциклопедическому словарю Брокгауза и Ефрона, в конце XIX века из села ежегодно весною выходили артели плотников (аргунов), которые конкурировали с артелями плотников Галичского уезда Костромской губернии.
При советской власти отхожий крестьянский плотницкий промысел оказался несовместим с новой системой хозяйствования. Спрос на услуги плотников в округе упал, а в крупных городах сезонных рабочих стали всеми силами удерживать на постоянной основе.

### Никольская церковь
Согласно писцовым книгам 1621 года в Аргунове «церковь Николая Чудотворца двевяна вверх, а в церкви деисус и двери царские и образы и книги и свечи и всякое церковное строение — мирское, при церкви поп Василий». О существовании церкви в конце XVII столетия свидетельствуют надписи на некоторых богослужебных книгах и сохранившиеся указы патриарха Иоакима. В это время при церкви было два священника, у каждого в приходе по 96 дворов, а в 1707—1708 годах по 107 дворов.
По местному преданию, до постройки каменного храма здесь стояли две деревянные церкви, от которых сохранились, по свидетельству местной церковной летописи, двое Царских врат и железный восьмиконечный крест с полулунием внизу. Эти церкви находились на месте нынешнего кладбища.
В 1795 году вместо деревянных церквей построен кирпичный четырёхстолпный пятикупольный храм в формах позднего барокко. Позже церковь достраивалась (в 1826 году построена тёплая трапезная, в 1813 году каменная колокольня). Престолов было пять: в холодном — во имя святителя Николая Чудотворца, апостолов Петра и Павла и великомученицы Варвары, в трапезной — Крещения Господня и пророка Илии. Над главным престолом устроена сень на четырёх столпах. В 1833 году церковь и кладбище обнесены каменной оградой с пятью башнями и пятью воротами.
В храме сохранялись два древних напрестольных креста, один из которых с надписью «1752 г. в церковь Чудотворца Николая лейб-гвардии преображенского полка капитаном Ильёю Ивановичем Мячковым» и напрестольное Евангелие, напечатанное в 1744 году.
В церковной библиотеке хранились книги, подаренные храму учителем Петра I думным дьяком Никитой Зотовым в 1694 году и дворянином Павлом Петровичем (был известным военачальником во времена царя Алексея Михайловича) и стольником Иваном Петровичем Савёловыми (в 1674 году возглавил Русскую православную церковь под именем патриарха Иоакима) в 1684 году. Сохранялся древний синодик, в котором между прочим записан иерей Симеон закланный; по преданию, этот иерей был убит поляками в церкви во время богослужения.
Священник одной из церквей Покровского уезда (в котором находилось и Аргуново) в 1886 году на страницах Владимирских епархиальных ведомостей подробно рассказал, как встречали Пасху аргуновские плотники:
Домой они являются на последних днях Страстной недели. Затянутые хозяевами и подрядчиками, некоторые приходят даже в Великую субботу, но зато все являются к утрени Первого дня. Этот день есть исключительный в годовом кругу, когда приходящий люд бывает в полном церковном собрании. Подход богомольцев начинается с раннего вечера и продолжается до первого удара церковного колокола, возвещающего о наступлении всерадостного и всепразднственного дня. Трезвон колоколов замолк, и началась полуночная служба. В храме все засуетилось. Церковный староста со своими подручными спешит зажигать пред местными иконами массивные свечи, весом до 30 фунтов в каждой, налепки, свечи на подсвечниках, на паникадилах. В то же время каждый богомолец вынимает из кармана целый пук принесённых белых свечей, ставит их пред св. иконами и зажигает.
После того становится на своё место с зажжённою в руках свечою в ожидании крестного хода. Таким образом, в один момент, от тысячи зажжённых свечей церковь освещается необыкновенным ярким светом.
Но обход со святыми иконами вокруг церкви окончился. Слышится из уст священника радостная песнь «Христос Воскресе!» Все оживились, все осенили себя крестным знамением. Настала минута торжественная! Вся церковь соединилась воедино; все: и священнослужители, и певцы, и народ поют одну песнь: «Христос Воскресе»; все дышат одною любовию к Воскресшему; все восторгаются одною радостью Воскресения Христова. Теперь и на клиросах идёт особенное, так сказать, народное пение, потому что не избранные певцы поют, а целая масса певцов поёт, которые за неимением места на клиросах помещаются около них и на солее. Пение идёт протяжное, громогласное, но в то же время стройное и воодушевлённое. За исключением единиц, все поют плавно, прислушиваясь к общему тону. Удивляешься, когда слышишь стройное пение целой массы неучёных певцов, но оно таково на самом деле.
Любимая нашим простым народом церковная песнь «Пасха священная нам днесь показася» положительно поется всею церковью – и старым, и малым; поется торжественно, величественно и воодушевленно.
Чтобы хотя отчасти понять торжественность этих минут и видеть воодушевление и восторг народный в это время, нужно быть очевидцем, так как моё слабое перо не в состоянии описать энтузиазм народный. Скажу откровенно, что, когда церковь оглашается стройным пением полутысячи разнообразных голосов, трепет невольно пробегает по телу.
По данным на 1857 год по штату в церкви 3 священника, 2 дьякона, 6 причетников. К 1897 году по штату в церкви два священника, дьякон и два псаломщика.
Земли при церкви: усадебной 1 десятина, пахотной более 19 десятин, сенокосной более 35 десятин, неудобной 8 десятин. Приход состоит из села Аргунова и деревень: Барскова (1 верста от церкви), Цепнина (2 версты), Родионова (2 версты), Ветчей (2 версты), Санина (4 версты, в деревне имеется деревянная часовня, время постройки которой неизвестно; в ней две древние иконы: Спасителя и Николая Чудотворца), Гнездина (6 вёрст), Килекшина (6 вёрст), Плотавцева (1 верста), Воронова (3 версты), Лачуг (3 версты) и сельца Старого (3 версты) и Островищ (6 вёрст, в деревне имеется деревянная часовня).
В приходе по клировым ведомостям числится 1974 души мужского пола и 2163 женского, из них раскольников поповцев семь душ обоего пола. В приходе имеются две земских народных школы (в селе Аргуново и деревне Санино), в 1890 году — 157 учащихся.
«Опись имущества Никольской церкви села Аргуново 1919 года»
Церковь: длина — 48 арш., ширина — 27 арш., высота — 16 арш. Пятиглавая, большой купол с восемью окнами, малые — глухие деревянные.
Трапезная: длина 21 арш., ширина — 41 арш., высота — 10 арш. 10 окон, два придела.
Колокольня: основание — квадрат 15 арш, высота 60 арш.
Колокола: 400 пудов, 159 пудов 25 фунтов, 75 пудов 25 фунтов, 44 пуда 20 фунтов, 5 шт. малых.
В начале 1950-х годов в храме ещё молились. 18 марта 1957 года появилось решение исполкома облсовета, разрешавшее «Покровскому райисполкому разобрать аварийное здание недействующей церкви пос. Аргуново». В справке, подписанной 15 марта 1957 года «Уполном. Совета по делам р.п.ц. при Сов. Мин. СССР по Владимирской области» И. Мирским, написано о здании, построенном в 1795 году, что оно «не представляет собой ни архитектурной, ни исторической ценности, находится в аварийном состоянии… фундамент, кирпичная кладка стен разрушаются, особенно в углах основного здания и колокольни. В оконных и дверных проёмах отсутствуют решётки и рамы… Считаю возможным удовлетворить ходатайство Покровского райисполкома о разборке аварийного здания».
Церковь взорвана в 1960-х годах. Колокольня пережила взрыв и сохранилась до настоящего времени. В сохранившуюся колокольню стреляли из деревни Ветчи артиллерийскими снарядами, как в подходящую мишень, когда в этой деревне располагалась артиллерийская часть. Заслуга её сохранения от дальнейших посягательств принадлежит Николаю Ивановичу Шканову. По его словам, в 1959 году, когда он был секретарём партийного комитета КПСС в колхозе «Новый быт», он сам пошёл к секретарю Покровского райкома КПСС Белову и сказал ему, что пользы мало от битого щебня, что крестьяне деревни Лачуги и других просят не ломать колокольню, а оставить как ориентир для охотников и грибников.

### Помещики села Покровского
| Год       | Ф. И. О., чин и звание владельца | Документы |
| --------- | --- | --- |
| 1621      | Село Никольское значится выслуженной вотчиной «за московское осадное сидение в королевичев приход под Москву», данной князю Алексею Сицкому | По писцовым книгам 1621 года.                                                                                          |
| 1628      | Глеб Морозов (боярин) | Приданое дочери Алексея Сицкого княжны Авдотьи Сицкой, вышедшей замуж за Глеба Морозова                                |
| …         | Дворцовое ведомство | Вотчина попала в Дворцовое ведомство после ареста боярыни Феодосии Морозовой.                                          |
| 1676      | Братья Павел Савёлов, Иван Савёлов, Тимофей Савёлов по 1⁄3 (стольники и воеводы)                                                            | На основании челобитной в 1676 году братьям Савёловым село продано в вотчину                                           |
| 1740—1762 | Дворцовое ведомство | Ревизская сказка 2-й ревизии 1747 года                                                                                 |
| 1860      | Екатерина Абрамовна Акинфова (Никольское); Елизавета Степановна Муханова (Аргуново)                                                         | Приложения к трудам редакционных комиссий для составления положений о крестьянах, выходящих из крепостной зависимости. |

## Хронология
По данным Н. В. Большаковой:
1436 год — первое упоминание Аргуновской волости в жалованной грамоте Василия II Успенскому Воиновогорскому монастырю;

конец 1448 года — март 1461 года — период, к которому можно отнести строительство первой датируемой церкви (Никольской). До неё, возможно, были две более древние;

1624 год — дворцовые земли Аргуновской волости стали владельческими (Сицкие, Морозовы, Савёловы, Воейковы, Валуевы и пр.);

1795 год — построен каменный храм;

1813 год — построена каменная колокольня;

1826 год — построена теплая трапезная в честь Крещения Господня и пророка Ильи, придельный храм во имя пророка Божия Илии. В холодном храме престолы Николая Чудотворца, апостолов Петра и Павла, великомученицы Варвары;

Середина XIX века — в Аргунове появилось волостное управление;

1896—1897 годы — в приходе Никольской церкви 12 деревень, 1974 мужчины, 2163 женщины;

1904 год — в церкви сделано водяное отопление;

1905 год — открыт памятник Александру II Освободителю;

1918 год — последние записи в метрической книге;

1922 год — изъяты церковные ценности, 1 пуд 37 фунтов 27 золотников серебра;

1924 год — Аргуновская волость ликвидирована;

1926 год — по переписи в Аргунове десять дворов некрестьянского типа, 39 жителей обоего пола;

1936—1937 годы — сняты колокола;

1938 год — церковь закрыта;

1940-е годы — в войну церковь открыта (окончательно закрыта в 1948 году);

1950-е годы — предполагается, что церковь стали разрушать в 1950 году, а в 1952—1954 годах её взорвали. Справка из Владимирского облисполкома от 1957 года, в которой говорится о решении разобрать аварийное здание церкви, могла быть составлена уже после свершившегося факта;

2012 год — колокольня отнесена к приходу храма Черниговской иконы Божией Матери (деревня Санино). Настоятель — протоиерей Александр Кузин.

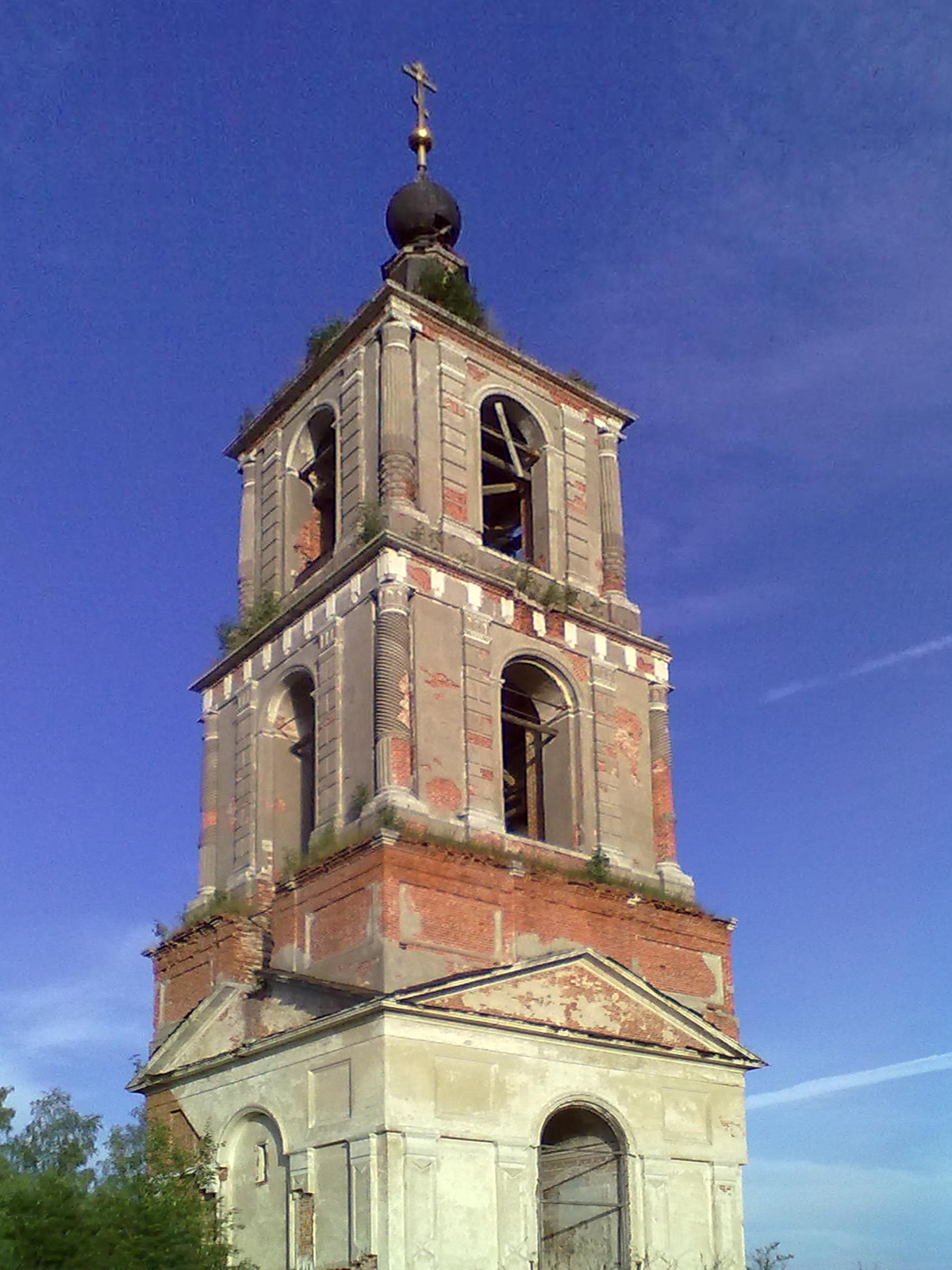
Внешний вид колокольни
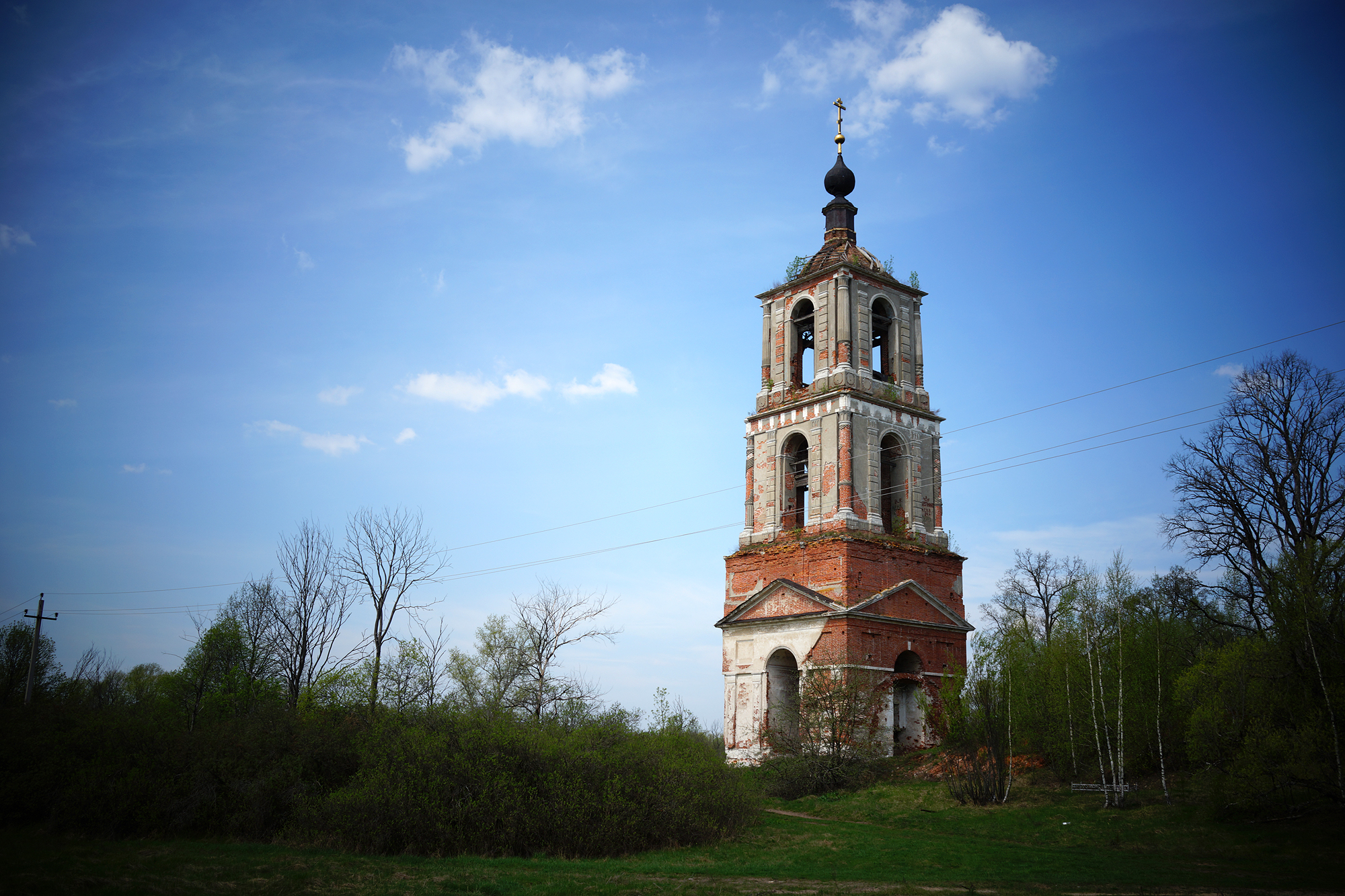
Внешний вид колокольни
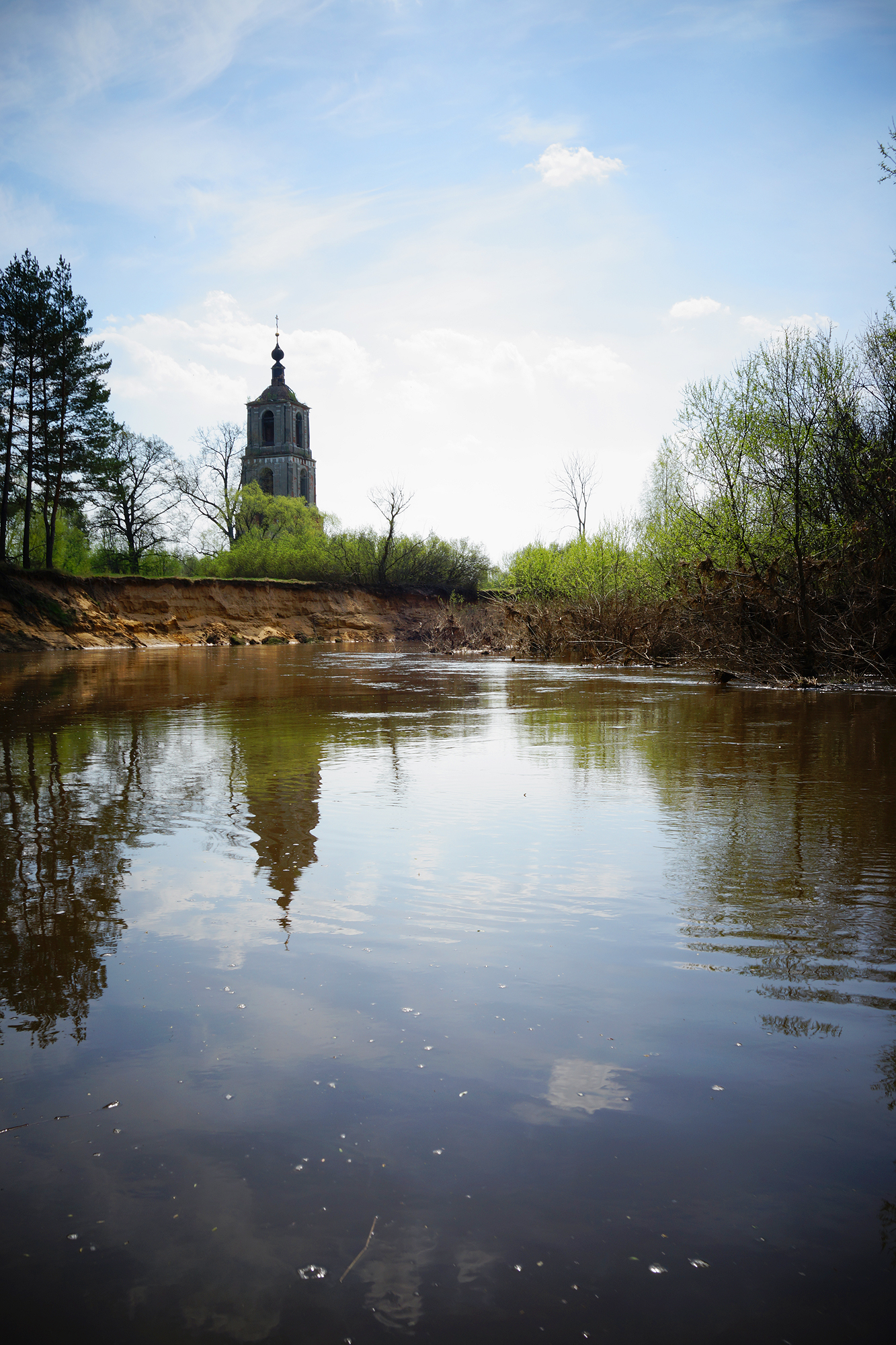
Внешний вид колокольни
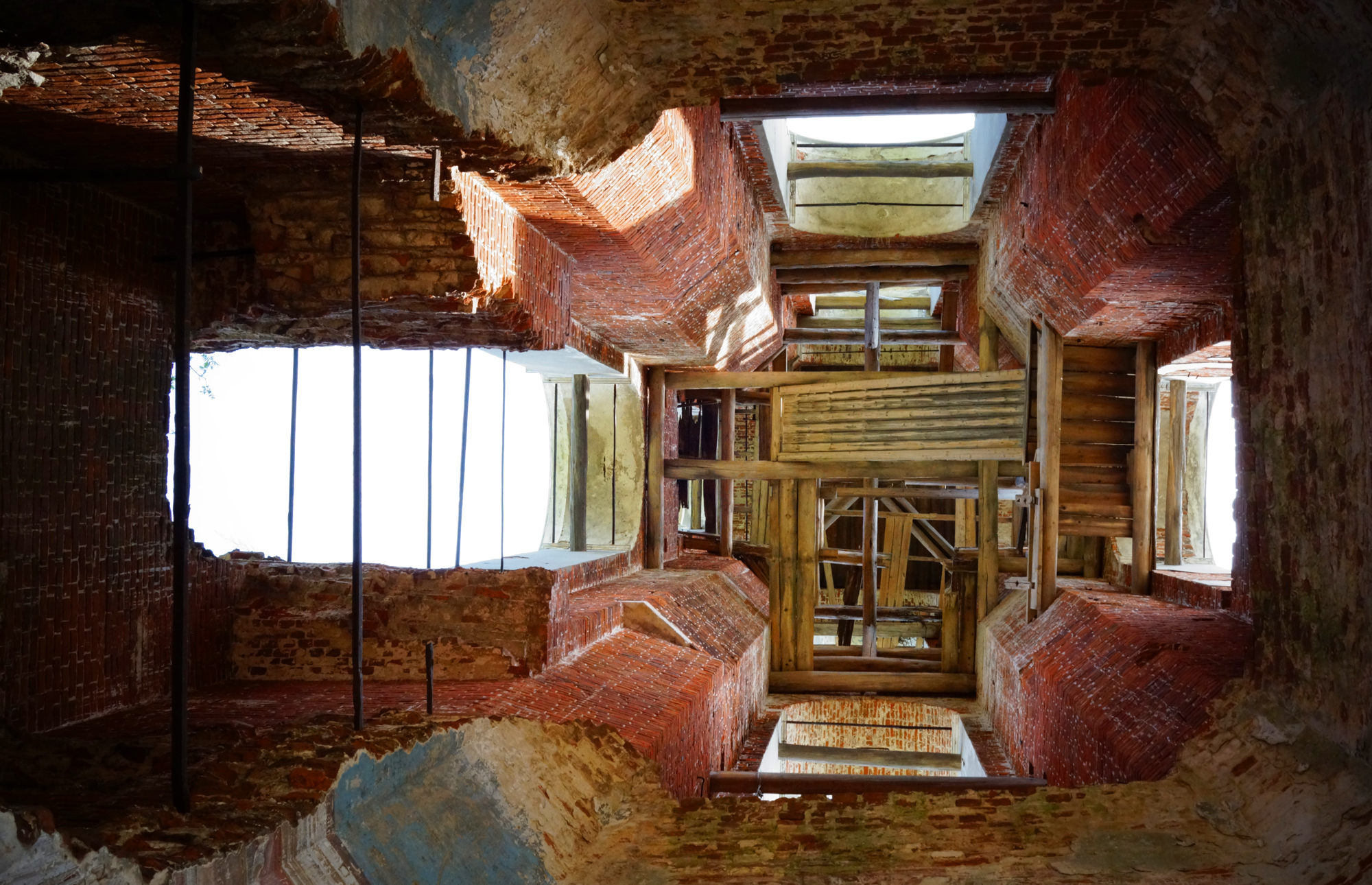
Внутренняя часть колокольни, вид снизу
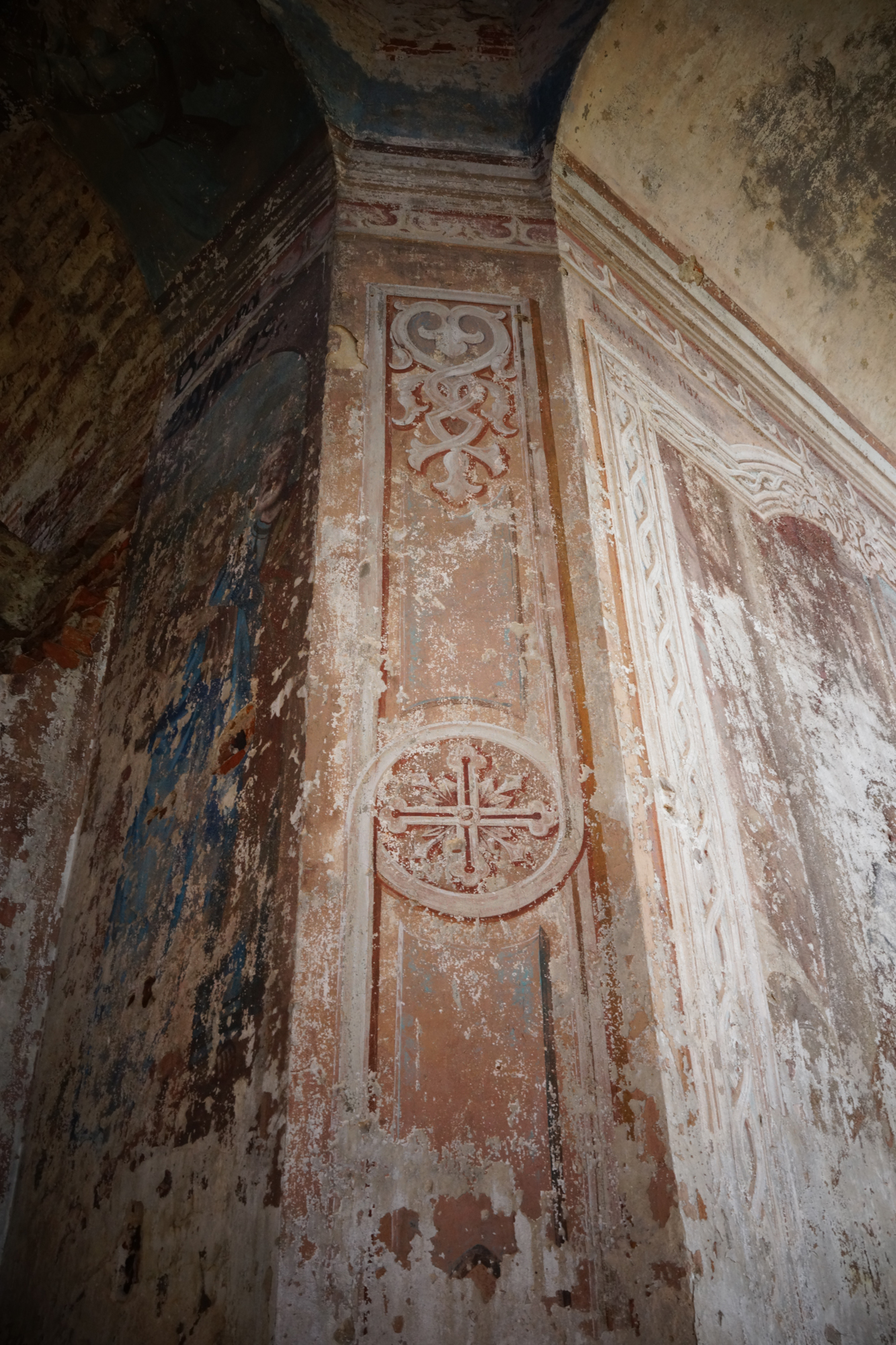
Внутренняя часть колокольни
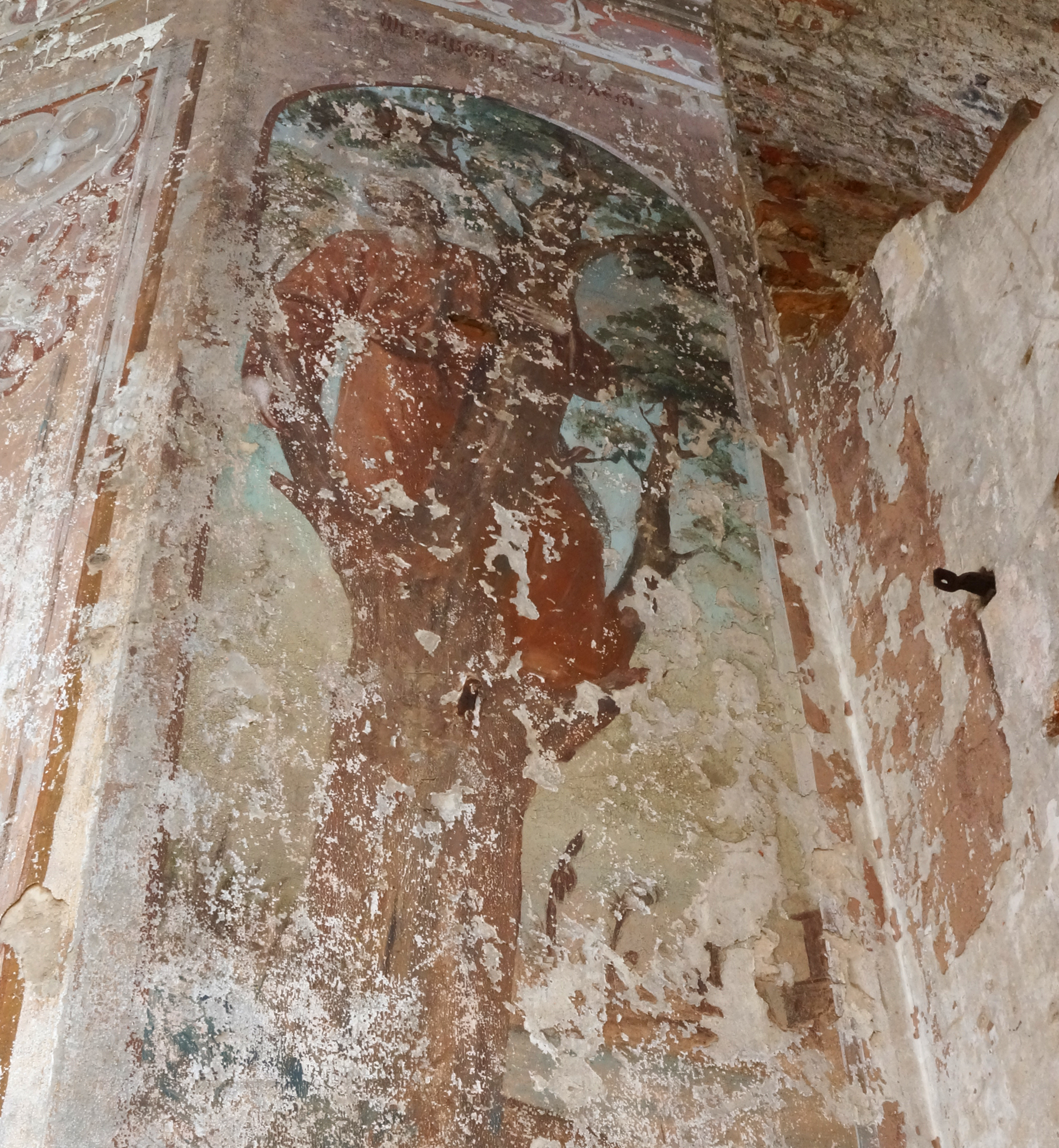
Внутренняя часть колокольни
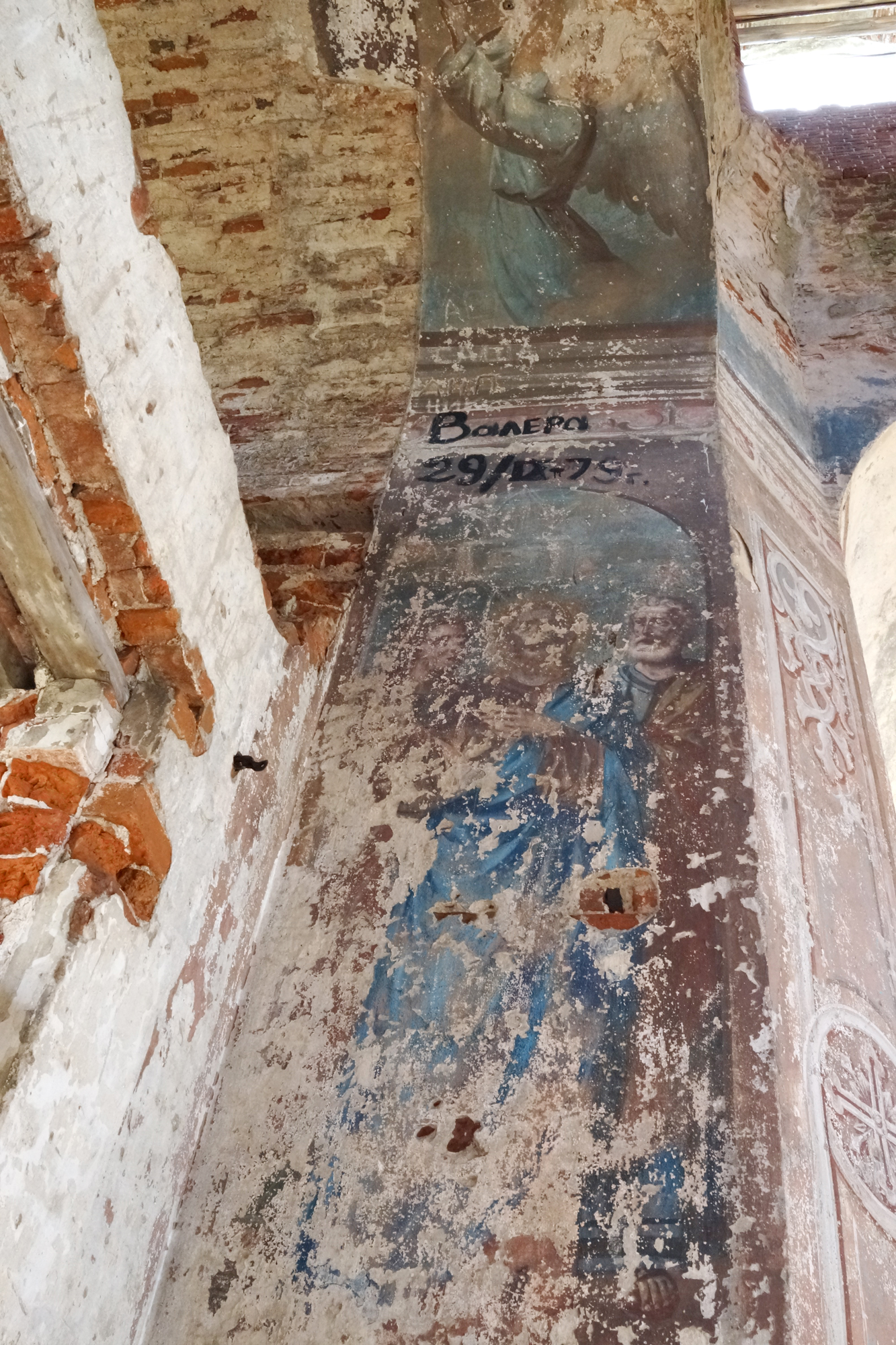
Внутренняя часть колокольни
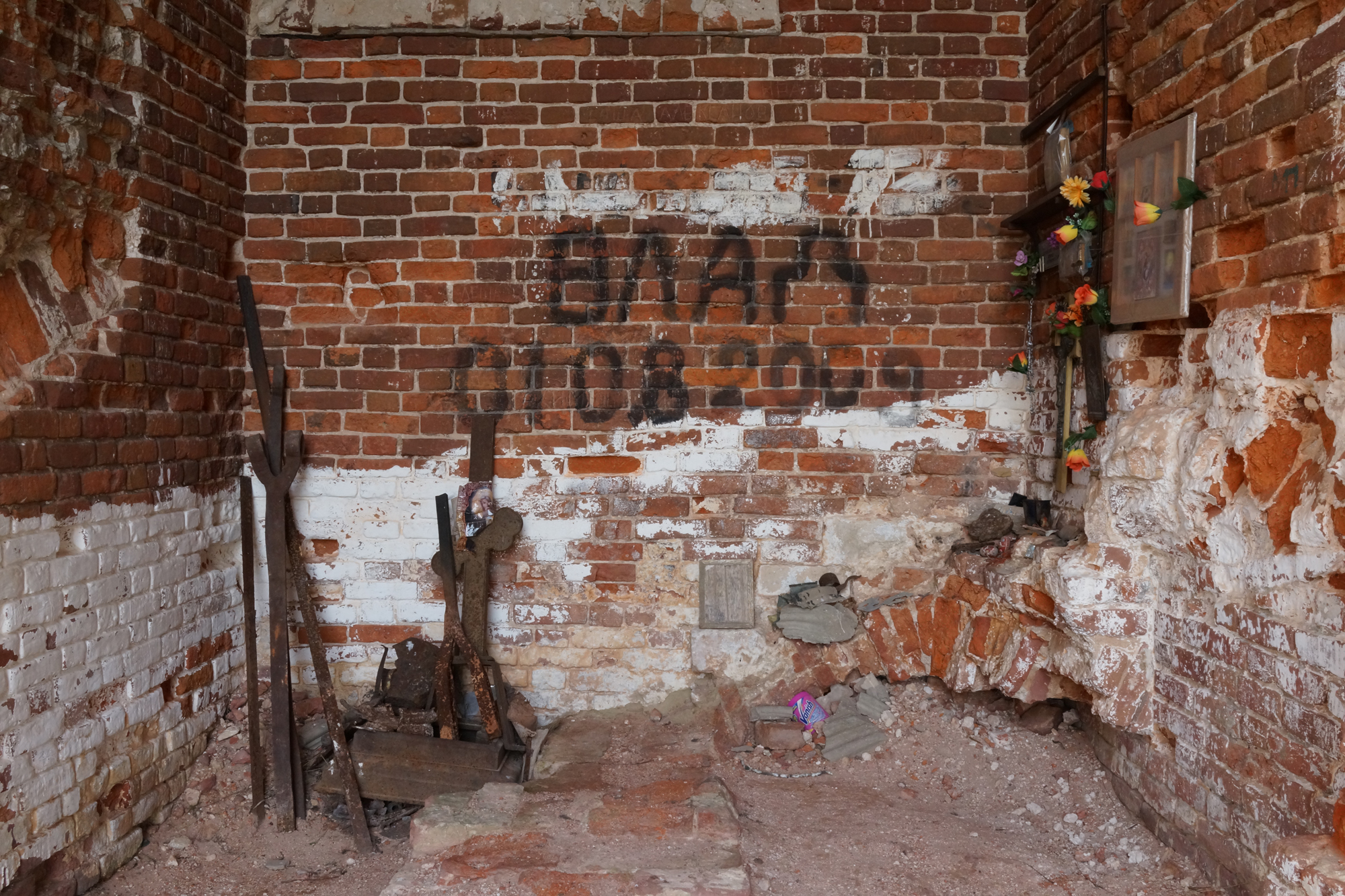
Внутренняя часть колокольни
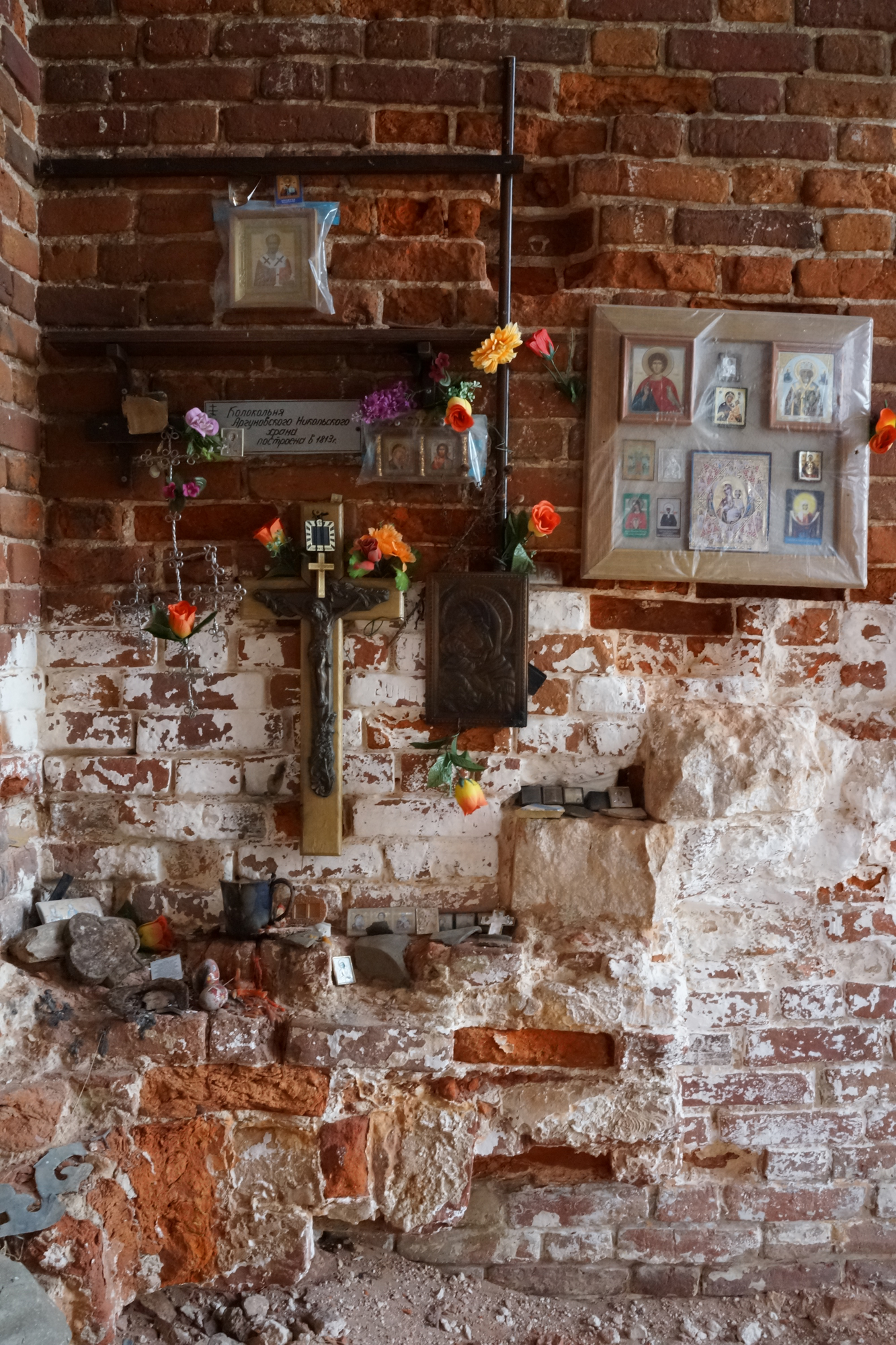
Внутренняя часть колокольни
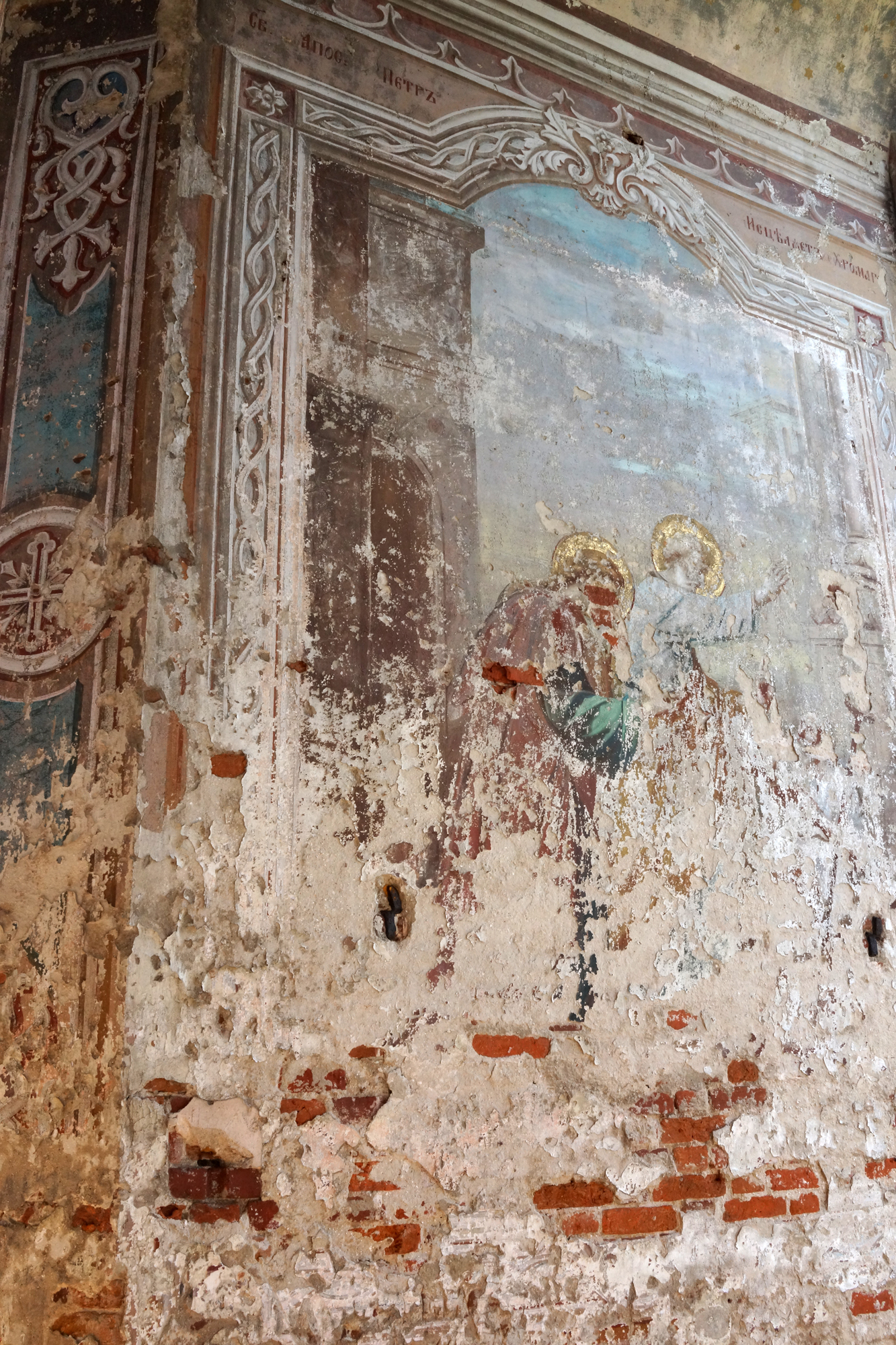
Внутренняя часть колокольни
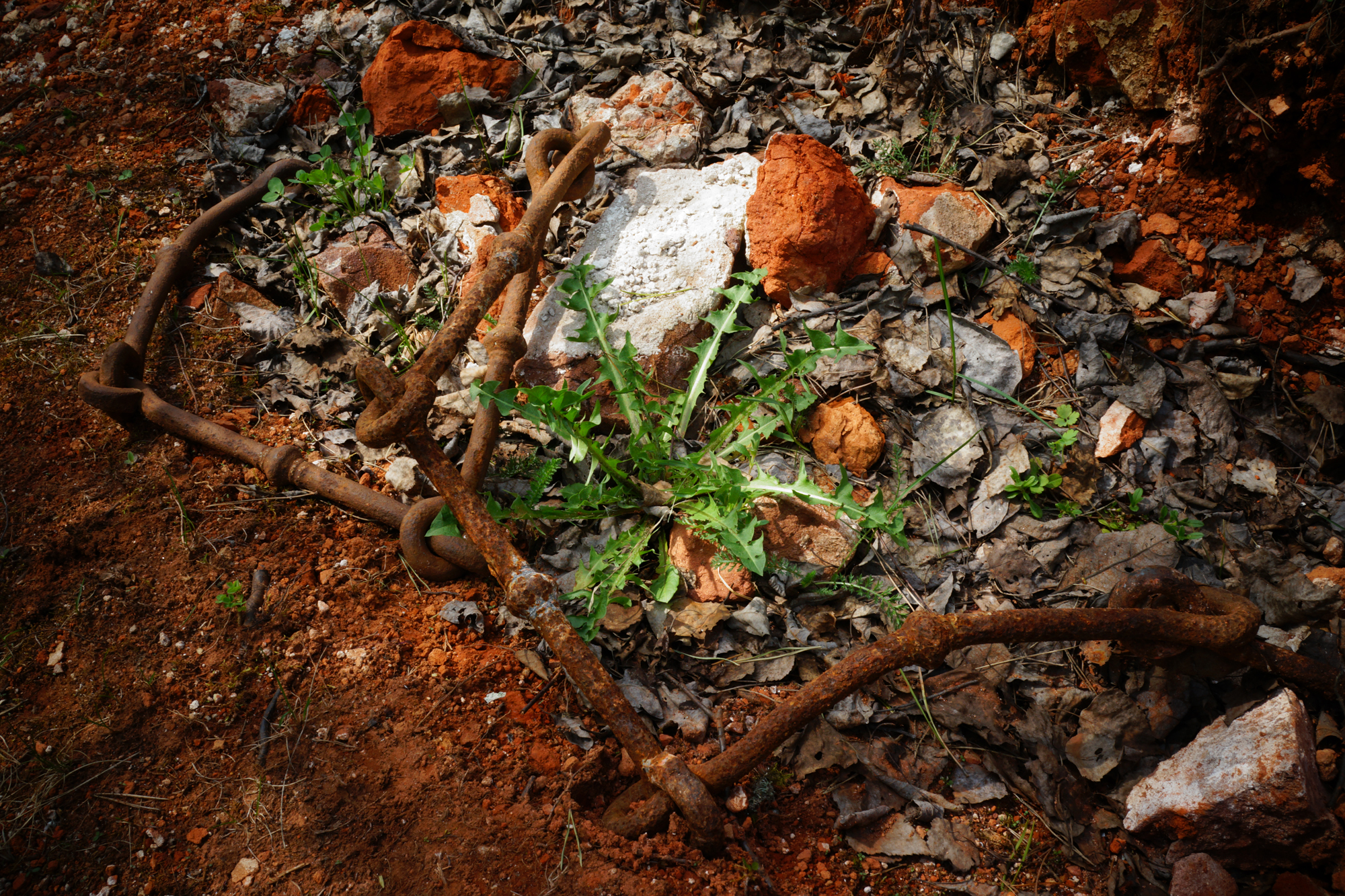
На развалинах Аргуновского Никольского храма
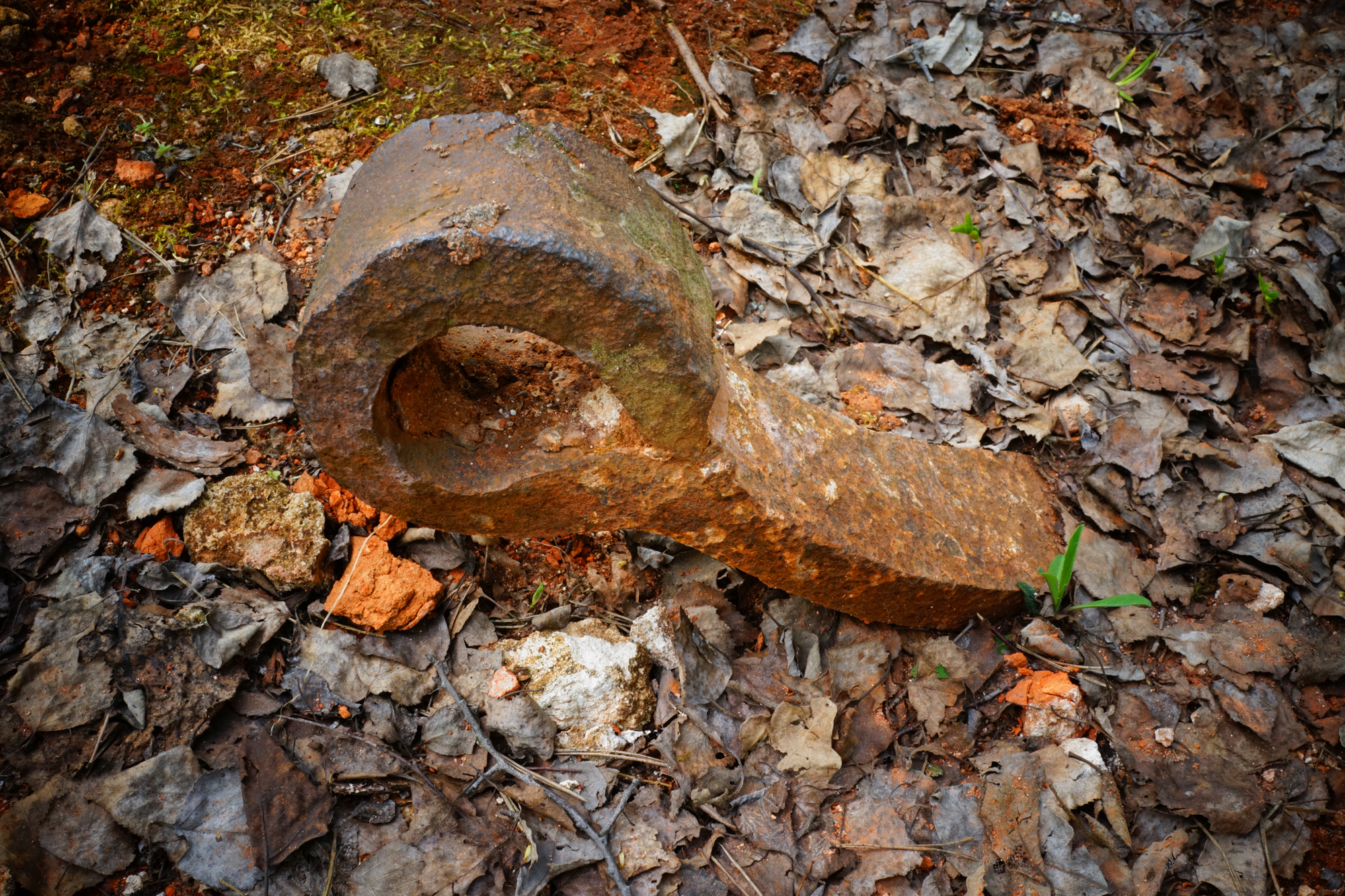
На развалинах Аргуновского Никольского храма
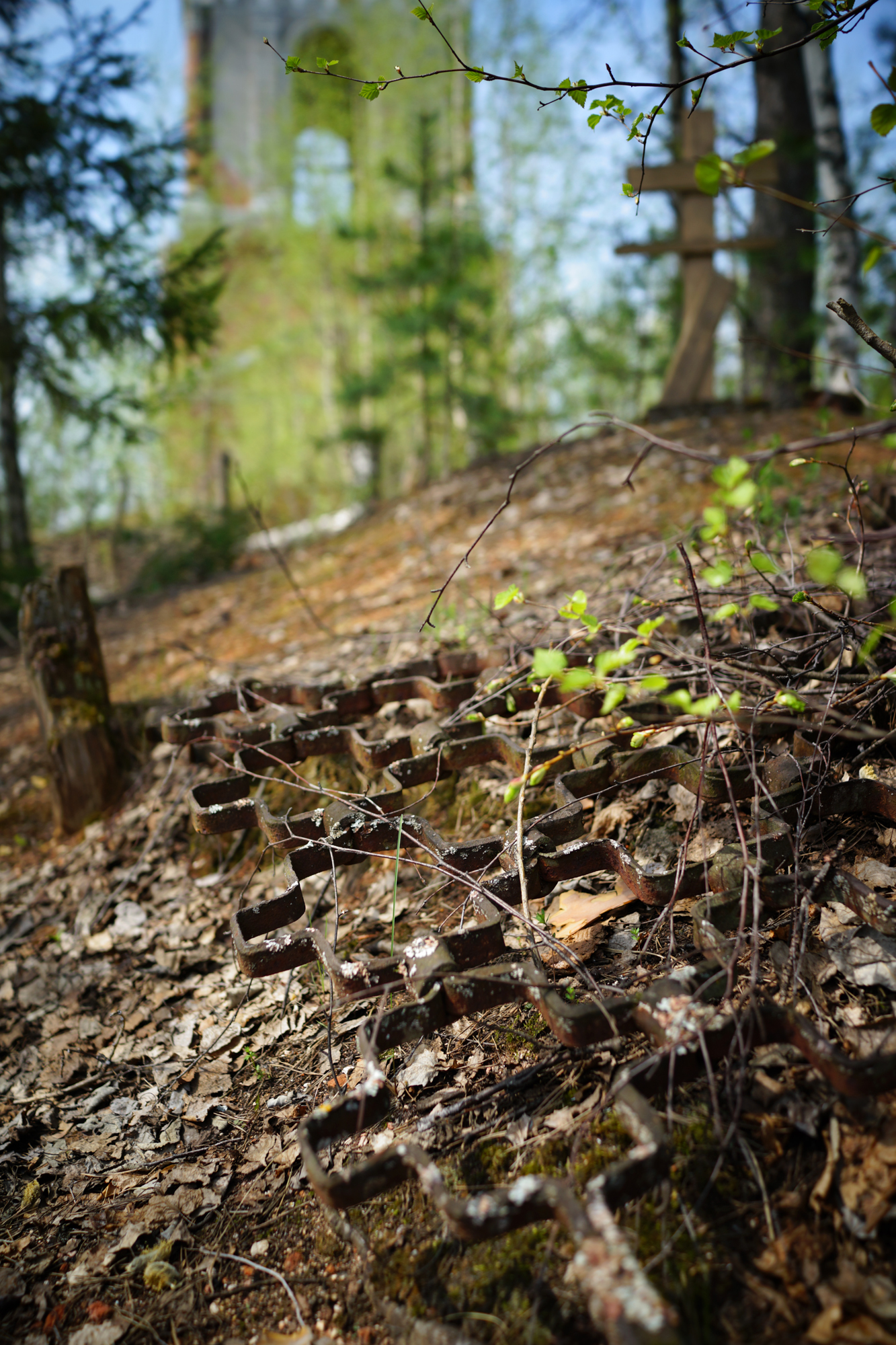
На развалинах Аргуновского Никольского храма
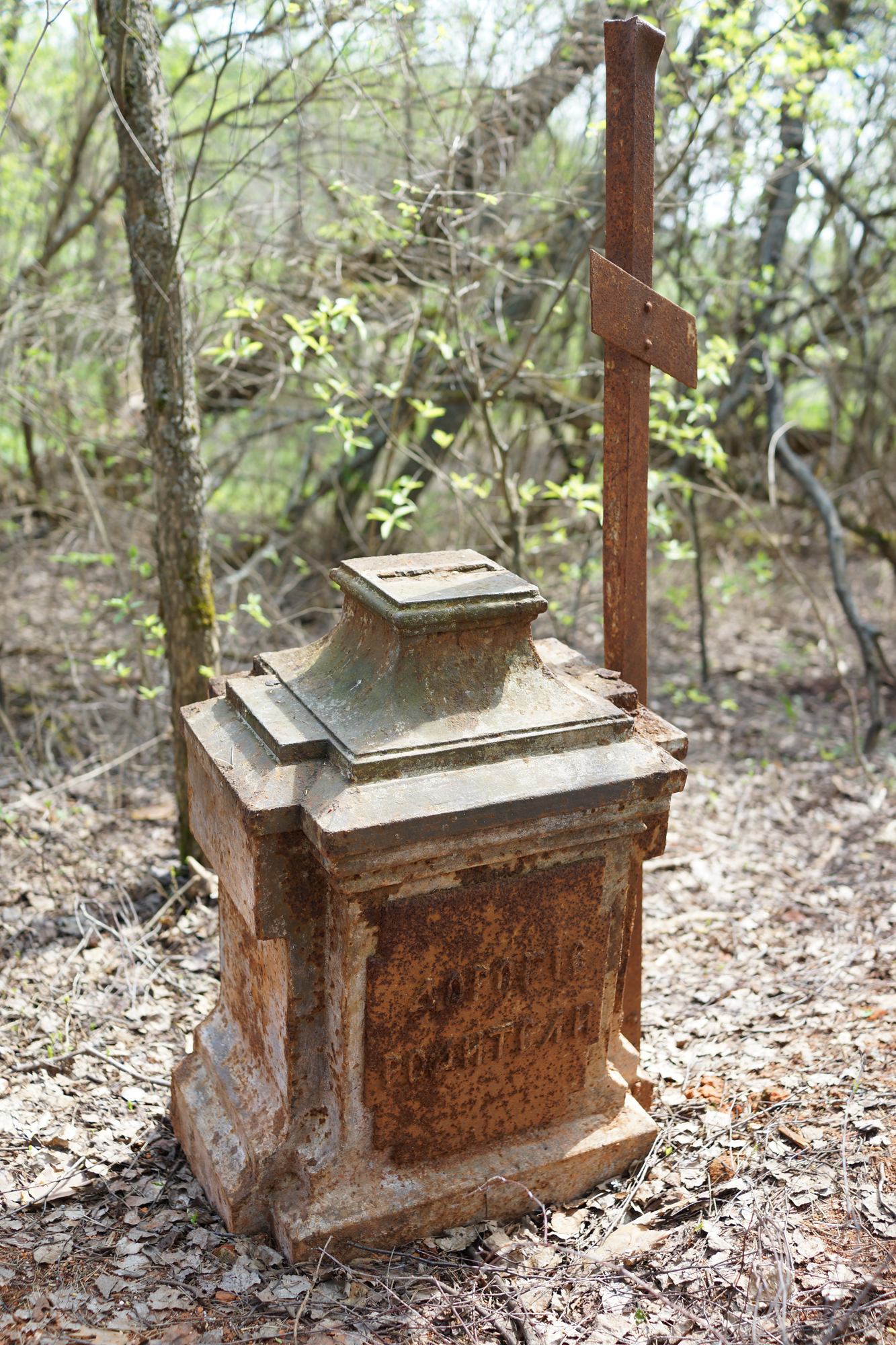
Надгробие. Кладбище рядом с Аргуновским Никольским храмом
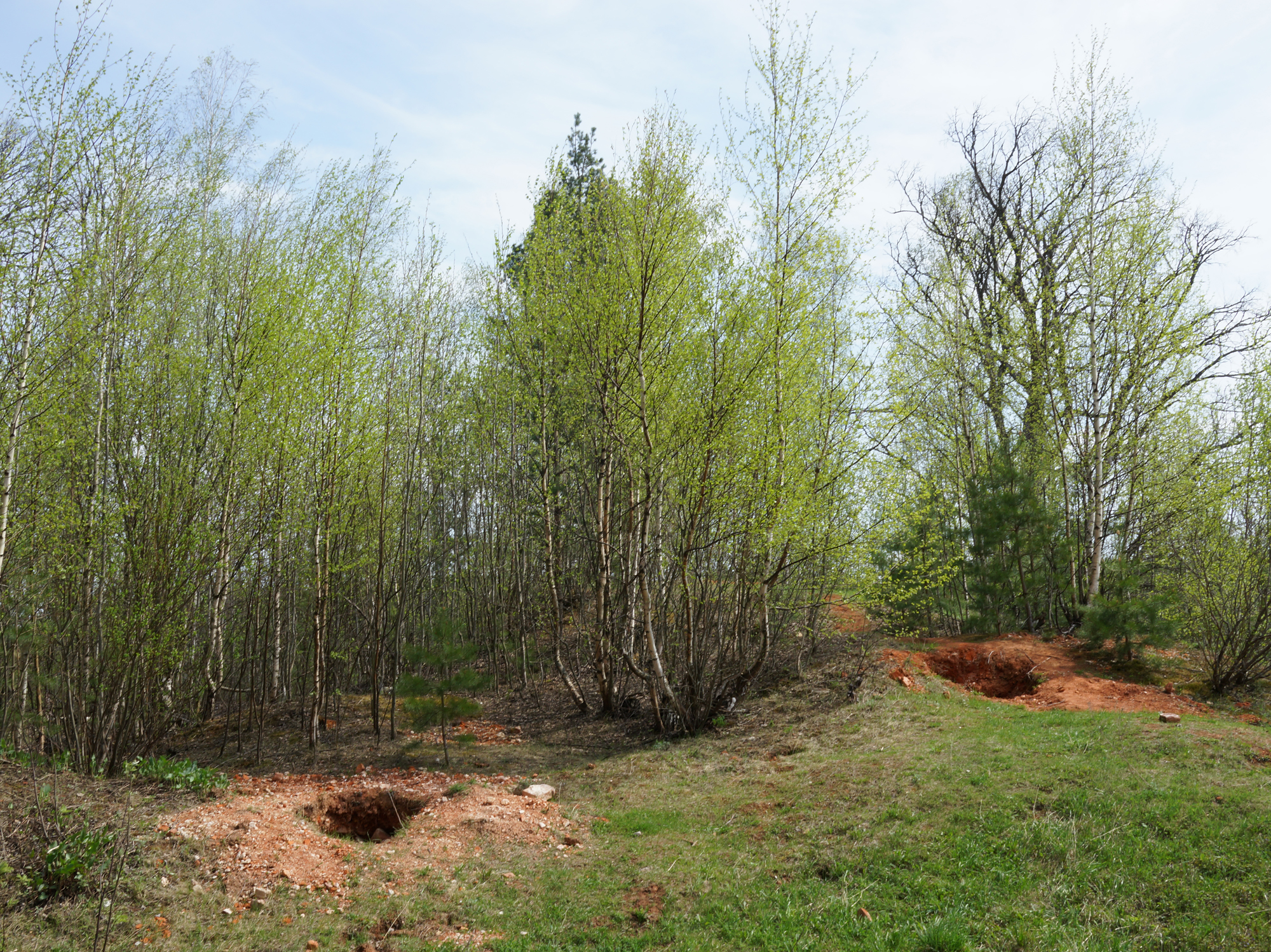
Следы раскопок чёрных археологов
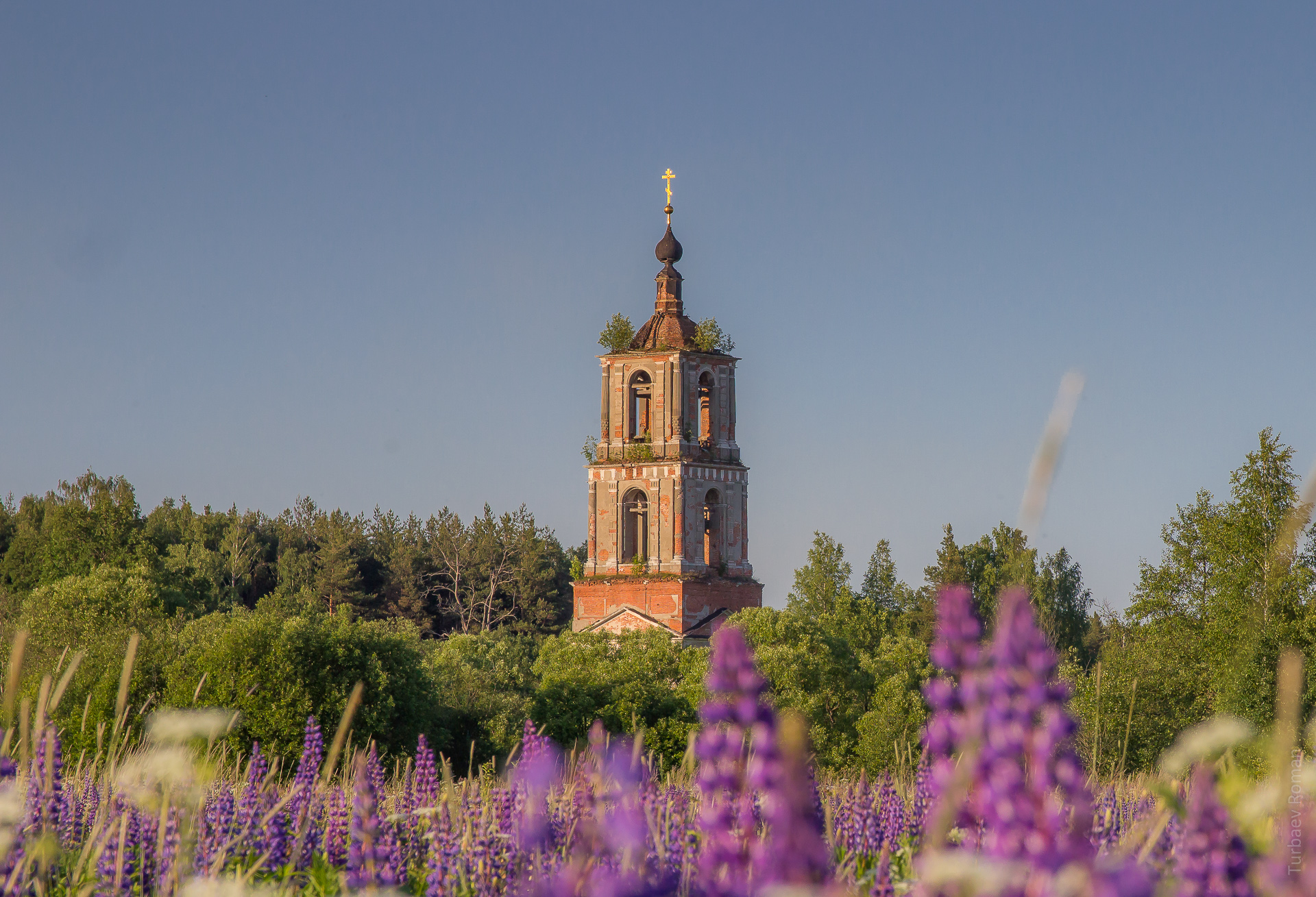
Общий вид на колокольню с юга

## Население
По данным на 1857 год в селе 14 дворов, жителей мужского пола 37, женского 33.

В 1859 году — десять дворов, 29 жителей мужского пола, 35 женского.
В 1905 году — 16 дворов, 39 жителей.